# Alexander Hoyos
Alexander hrabě von Hoyos (německy Ludwig Alexander Georg Graf von Hoyos, Freiherr von Stüchsenstein; 13. května 1876 Rijeka – 20. října 1937 Schwertberg) byl rakousko-uherský diplomat ze staré šlechtické rodiny Hoyosů.

## Život

### Mládí
Narodil se v Rijece (tehdy Fiume) jako druhorozený syn hraběte Georga Antona Hoyose (1842–1904) a Alice Whiteheadové (1851–1936). Jeho matka byla dcerou britského inženýra Roberta Whiteheada (1823–1905), který v roce 1866 vyvinul první samohybné torpédo. Alexandrúv o rok starší bratr Edgar Viktor (1875–1952) si vzal za ženu českou hraběnkou Ilonu Kinskou (1879–1968). Starší sestra Margareta (1871–1945) se provdala za Herberta von Bismarcka, nejstaršího syna říšského kancléře Otto von Bismarcka. Mladší sestra Liliana (1877–1923) byla matkou spisovatelky Cecílie Sternbergové. 

### Diplomatická služba
Do diplomatických služeb vstoupil roku 1900, kdy se byl atašé na velvyslanectví v Pekingu, Paříži, Bělehradu a v Berlíně. Od roku 1905 byl legačním radou ve Stuttgartu a následně na velvyslanectví v Londýně.
V letech 1912 až 1917 byl legačním radou na c. a k. ministerstvu zahraničních věcí a šéfem kabinetu ministra zahraničí hraběte Leopolda Berchtolda. Před válkou byl zodpovědný za polské a ukrajinské záležitosti.
Během červencové krize zajistil v Berlíně tzv. „bianco šek“ pro rakouskou diplomacii pro sepsání ultimáta a další postup proti Srbsku.

### Manželství a potomci
V dubnu 1913 se v Paříži oženil s Edmée de Loys-Chandieu (1892–1945), vnučkou Mélanie de Pourtalès (1836–1914), která byla dvorní dámou francouzské císařovny Evženie de Montijo.
- Johann Georg (9. 2. 1914 Vídeň – 31. 1. 1998 tamtéž), manž. 1939 Helga von Amann (1. 7. 1916 – 26. 6. 2015)[3][4]
- Melanie (29. 2. 1916 Vídeň – 14. 9. 1949 Verden), manž. 1937 hrabě Gottfried von Bismarck-Schönhausen (9. 3. 1901 Berlín – 14. 9. 1949 Verden)[5]
- Alice (26. 7. 1918 Oslo – 31. 8. 2007 Schwertberg), manž. 1955 hrabě Friedrich von Ledebur (3. 6. 1900 Nisko – 25. 12. 1986 Schwertberg)[6]

- Beatrix (12. 4. 1923 Vídeň – 2000), manž. 1946 Jean-Pierre Jéquier (9. 7. 1919 – 25. 4. 2010 Dardagny)[7]

V roce 1911 získal hrabě Hoyos zámek Schwertberg v Horním Rakousku, který je do současných dní ve vlastnictví rodu. Zemřel zde v říjnu 1937 ve věku jednašedesáti let. 